# 星孝典
星 孝典（ほし たかのり、1982年5月4日 - ）は、宮城県名取市出身の元プロ野球選手（捕手、右投右打）・コーチ。

## 経歴

### プロ入り前
投手だった兄の影響で小学校1年生の時に、捕手として下増田ブラックホークスで野球を始めた。中学3年生の時には宮城県大会の決勝戦で後に横浜ベイスターズへ入団する後藤伸也が所属していたチームと対戦。相手のスクイズを3回連続で外すなどの好プレーで、優勝に貢献した。
仙台育英高校への進学後は、2年生の夏に第81回全国高等学校野球選手権大会、3年生の夏に第82回全国高等学校野球選手権大会の全国大会へ出場。いずれも2回戦で敗れている。
高校卒業後は地元の東北学院大学へ進学。4年生だった2004年には仙台六大学野球の秋季リーグ戦で打率.529を記録するとともに、捕手部門でベストナインに選ばれた。後に西武でもチームメイトになる岸孝之は2年後輩で、在学中にもバッテリーを組んでいた。
2004年のドラフト会議では、読売ジャイアンツから6巡目で指名を受け、契約金6500万円、年俸720万円（金額は推定）で入団した。背番号は38。

### 巨人時代

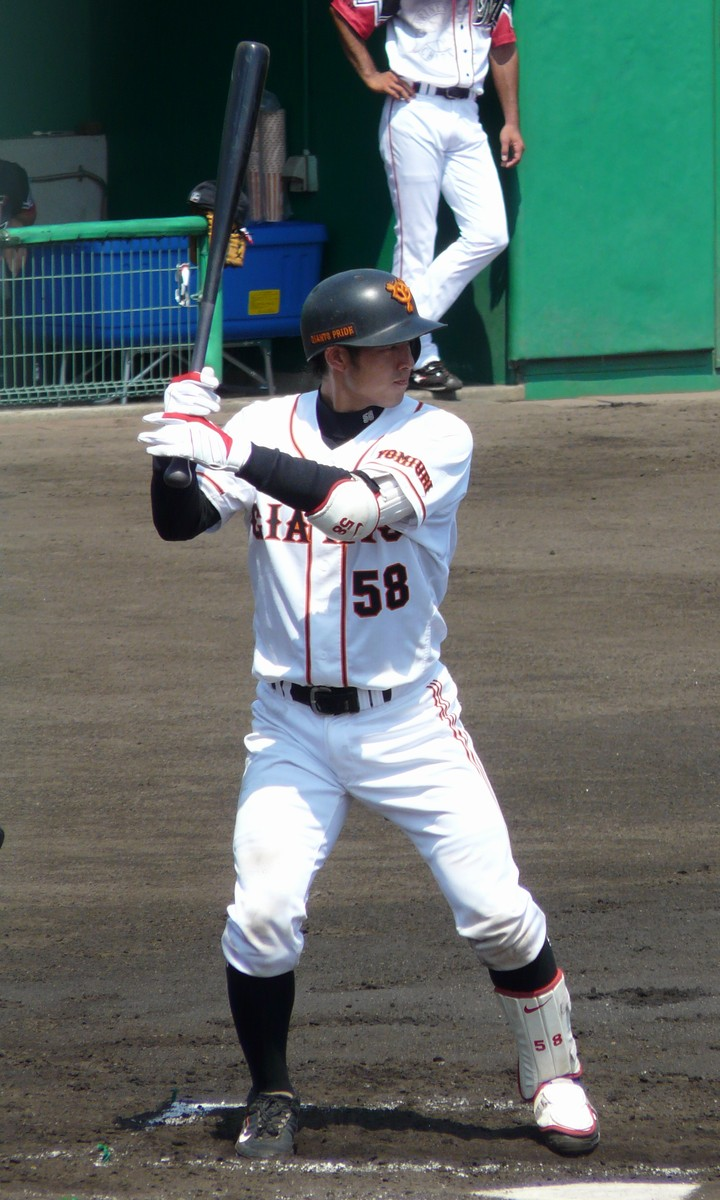
巨人時代（2009年8月16日）

2005年はイースタン・リーグ公式戦37試合に出場。2本塁打、11打点、打率.293という成績を残した。一軍公式戦への出場は2試合だけだったが、10月4日の対広島東洋カープ戦（東京ドーム）で「8番・捕手」としてスタメンでデビューを果たすと、翌5日の同カードで一軍初安打を放った。
2006年は一軍公式戦7試合に出場。5打数1安打（二塁打）という成績を残し、シーズン終了後に背番号を58へ変更した。
2007年・2008年はいずれも二軍生活に終始。二軍ではチームの捕手で最も多く、イースタン・リーグの公式戦へ出場した。
2009年には一軍公式戦9試合に出場したが、無安打でシーズンを終了。2010年は一軍公式戦への出場機会がなかった。

### 西武時代
2011年5月9日、埼玉西武ライオンズに金銭トレードで移籍することが発表された。翌10日付で公示され、同日に行われた入団会見で背番号61が発表された。西武には同姓の星秀和がいた事から、スコアボード表記は星孝となった。5月17日に出場選手登録され、21日の対中日ドラゴンズ戦で移籍後初出場および2季ぶりの一軍公式戦出場を果たした。8月12日の対オリックス・バファローズ戦では9番・捕手で先発出場し、7回表の第3打席で左中間へ適時二塁打を放ち、プロ初打点を記録。また初の猛打賞も記録した。18日の対東北楽天ゴールデンイーグルス戦では、6回裏に初盗塁を記録した。そのほかこの年は1軍での出場試合数や安打数、打点など現役生活で最多の数字を記録することとなった。イースタン・リーグ公式戦には22試合に出場し、1試合で三塁手としても起用された。シーズン終了後には背番号が25に変更された。
2012年はシーズン開幕を一軍で迎えたが、出場試合数は前年より減った。5月10日の対楽天戦では、8回裏に捕手として守備に就いていた際、タッチアップによる本塁上のクロスプレーがセーフと判定されたことを不服として球審の森健次郎に抗議した際に森の体に触れたことが暴力行為とみなされ退場処分を受けた。なお、この試合西武は既に星以外の捕手が全員退いていたため、プロ入り時に捕手でその後外野手に転向していた星秀和が「急造捕手」としてその後の守備に就いた。
2013年も開幕を一軍で迎え、チームの捕手としては炭谷銀仁朗に次いで2番目に多い39試合に出場した。9月19日の対北海道日本ハムファイターズ戦では、試合の途中で一塁の守備に就いたが、一軍公式戦で捕手以外の守備位置に就いたのはこの試合が唯一だった。
2014年、3年連続で開幕を一軍で迎えたが、出場試合数は11試合で、この年一軍公式戦に出場したチームの捕手の中では最も少なかった。イースタン・リーグ公式戦では、一塁・二塁・三塁の守備にも就いた。
2015年以降は一軍公式戦の出場機会がなく、2016年5月30日には右有鈎骨の除去手術を受けた。

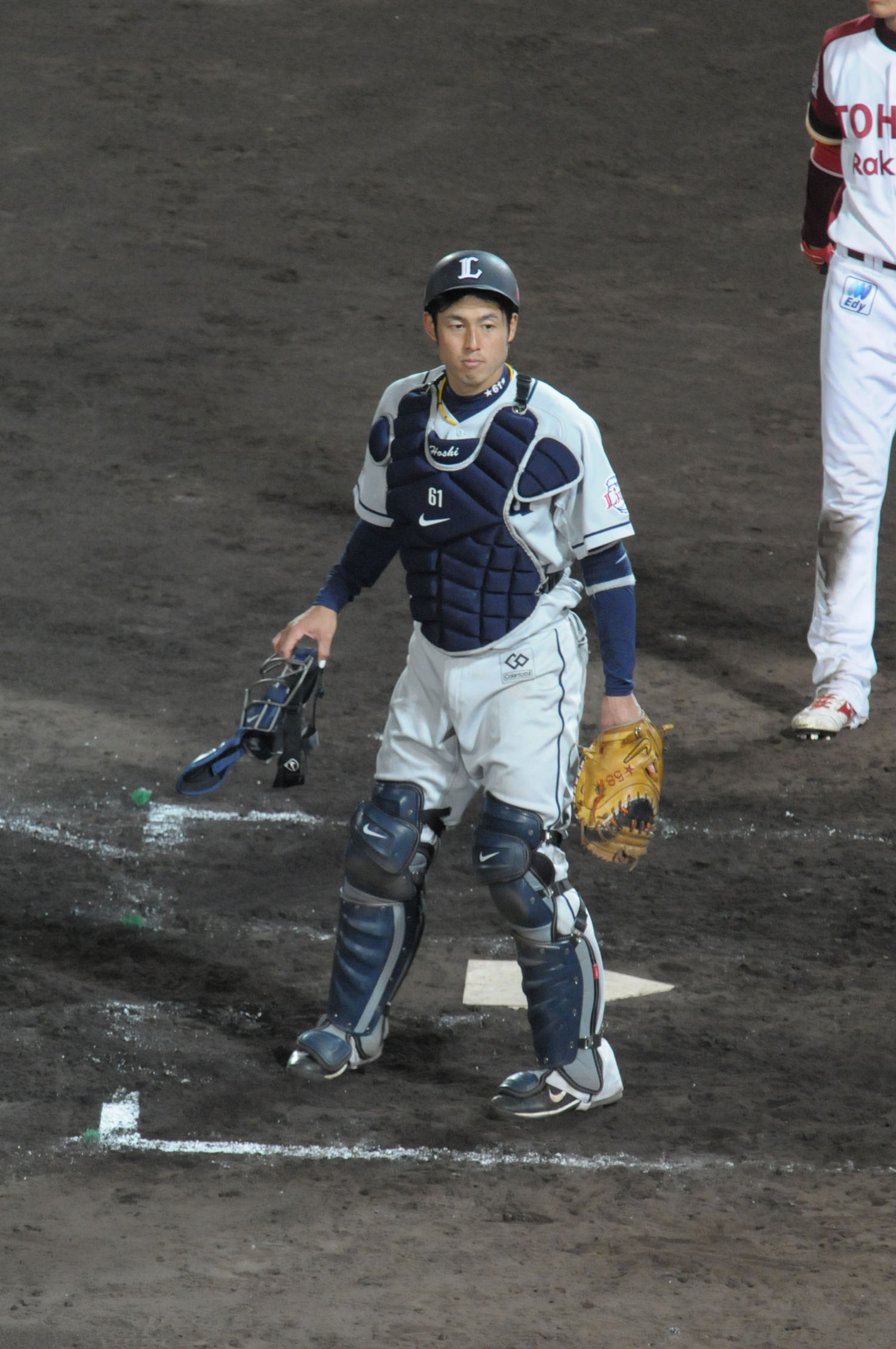
西武時代（2011年8月30日、こまちスタジアムにて）

2016年10月7日に球団から戦力外通告を受け、10月11日に二軍育成コーチへ就任したことが発表された。背番号は81。

### 引退後
2019年5月7日、二軍の捕手不足に対する暫定措置として、任意引退選手公示とコーチ登録を抹消したうえで育成選手としての契約を締結、規定により背番号を181に変更した。しかし出場は1試合だけにとどまり、10月21日に選手契約の解除が発表された。球団からは専任コーチとしての再契約を打診されたが、打診を固辞したうえで退団した。
2019年10月26日、地元・宮城を本拠地とする東北楽天ゴールデンイーグルスの二軍バッテリーコーチに就任することが発表された。2020年から2022年まで同コーチを務め、2022年限りで退任した。
2023年2月2日、母校である東北学院大学硬式野球部の監督に就任することが発表された。

## 人物
好きな言葉は「堅守賢運（けんしゅけんうん）」、「諦めたら終わり」。
巨人史上初の「星」姓の選手であったことから、入団当初は「巨人の星」という触れ込みで注目された。本人もそれを意識していたとのことで、入寮時は、ちゃぶ台を持参したことが話題になった。また、在籍中のホームゲームでは、打席に入る際の登場曲に「ゆけゆけ飛雄馬」を使用していた。
巨人時代の2007年1月18日に、高校時代の同級生との結婚を発表。2008年11月18日に長女を授かった。
2011年3月11日に発生した東北地方太平洋沖地震に伴う津波の被害で名取市にあった実家が全壊、そこで暮らしていた祖父母が流され、後に死亡が確認された。
なお震災にあたり、チーム（巨人）の選手のメッセージを集めたビデオレターを被災地の避難所に届けることを提案したほか、被災地に援助物資を届けたり、被災者のための募金活動や、この年に春の甲子園大会に出場予定だった宮城県の東北高校の選手に数珠を作って贈る活動に参加するなど、被災者支援活動に尽力した。
プロ入り前はアマチュア野球の指導者になることを夢見ており、大学時代に教員免許を取得した。西武から戦力外通告と同時にコーチ就任の打診を受けた際は、当時小学2年生だった娘の後押しで打診を受諾する決心をしたという。その時の心境として、「ありがたいですよね。たいした成績も残せなかったのに、また野球に携われるチャンスをいただいたんですから」と述べている。その一方で、2019年にコーチから2年振りに現役へ復帰したことについては「ちょっとうきうきした」と語っている。

## 詳細情報

### 年度別打撃成績
| 年 度     | 球 団     | 試 合 | 打 席 | 打 数 | 得 点 | 安 打 | 二 塁 打 | 三 塁 打 | 本 塁 打 | 塁 打 | 打 点 | 盗 塁 | 盗 塁 死 | 犠 打 | 犠 飛 | 四 球 | 敬 遠 | 死 球 | 三 振 | 併 殺 打 | 打 率 | 出 塁 率 | 長 打 率 | O P S |
| --------- | --------- | ----- | ----- | ----- | ----- | ----- | -------- | -------- | -------- | ----- | ----- | ----- | -------- | ----- | ----- | ----- | ----- | ----- | ----- | -------- | ----- | -------- | -------- | ----- |
| 2005      | 巨人      | 2     | 3     | 3     | 0     | 1     | 0        | 0        | 0        | 1     | 0     | 0     | 0        | 0     | 0     | 0     | 0     | 0     | 0     | 0        | .333  | .333     | .333     | .667  |
| 2006      | 巨人      | 7     | 5     | 5     | 0     | 1     | 1        | 0        | 0        | 2     | 0     | 0     | 0        | 0     | 0     | 0     | 0     | 0     | 1     | 0        | .200  | .200     | .400     | .600  |
| 2009      | 巨人      | 9     | 5     | 5     | 0     | 0     | 0        | 0        | 0        | 0     | 0     | 0     | 0        | 0     | 0     | 0     | 0     | 0     | 2     | 0        | .000  | .000     | .000     | .000  |
| 2011      | 西武      | 40    | 73    | 66    | 6     | 16    | 2        | 1        | 0        | 20    | 2     | 1     | 0        | 3     | 0     | 2     | 0     | 2     | 14    | 3        | .242  | .286     | .303     | .589  |
| 2012      | 西武      | 29    | 23    | 21    | 2     | 3     | 0        | 0        | 0        | 3     | 0     | 0     | 0        | 1     | 0     | 0     | 0     | 1     | 4     | 0        | .143  | .182     | .143     | .325  |
| 2013      | 西武      | 40    | 29    | 28    | 0     | 5     | 0        | 0        | 0        | 5     | 1     | 1     | 0        | 0     | 0     | 0     | 0     | 1     | 6     | 0        | .179  | .207     | .179     | .385  |
| 2014      | 西武      | 11    | 13    | 13    | 2     | 1     | 1        | 0        | 0        | 2     | 0     | 0     | 0        | 0     | 0     | 0     | 0     | 0     | 3     | 2        | .077  | .077     | .154     | .231  |
| 通算：7年 | 通算：7年 | 138   | 151   | 141   | 10    | 27    | 4        | 1        | 0        | 33    | 3     | 2     | 0        | 4     | 0     | 2     | 0     | 4     | 30    | 5        | .191  | .224     | .234     | .459  |

### 年度別守備成績
| 年 度 | 球 団 | 捕手  | 捕手  | 捕手  | 捕手  | 捕手  | 捕手  | 捕手     | 捕手     | 捕手     | 捕手     | 捕手     | 一塁  | 一塁  | 一塁  | 一塁  | 一塁  | 一塁     |
| 年 度 | 球 団 | 試 合 | 刺 殺 | 補 殺 | 失 策 | 併 殺 | 捕 逸 | 守 備 率 | 企 図 数 | 許 盗 塁 | 盗 塁 刺 | 阻 止 率 | 試 合 | 刺 殺 | 補 殺 | 失 策 | 併 殺 | 守 備 率 |
| ----- | ----- | ----- | ----- | ----- | ----- | ----- | ----- | -------- | -------- | -------- | -------- | -------- | ----- | ----- | ----- | ----- | ----- | -------- |
| 2005  | 巨人  | 2     | 7     | 0     | 0     | 0     | 0     | 1.000    | 0        | 0        | 0        | -        | -     | -     | -     | -     | -     | -        |
| 2006  | 巨人  | 6     | 7     | 0     | 0     | 0     | 0     | 1.000    | 0        | 0        | 0        | -        | -     | -     | -     | -     | -     | -        |
| 2009  | 巨人  | 9     | 9     | 0     | 0     | 0     | 1     | 1.000    | 1        | 1        | 0        | .000     | -     | -     | -     | -     | -     | -        |
| 2011  | 西武  | 40    | 132   | 10    | 0     | 3     | 0     | 1.000    | 19       | 14       | 5        | .263     | -     | -     | -     | -     | -     | -        |
| 2012  | 西武  | 26    | 51    | 6     | 0     | 2     | 0     | 1.000    | 15       | 12       | 3        | .200     | -     | -     | -     | -     | -     | -        |
| 2013  | 西武  | 39    | 93    | 5     | 0     | 0     | 1     | 1.000    | 13       | 10       | 3        | .231     | 1     | 2     | 0     | 0     | 0     | 1.000    |
| 2014  | 西武  | 7     | 22    | 3     | 0     | 1     | 0     | 1.000    | 3        | 1        | 2        | .667     | -     | -     | -     | -     | -     | -        |
| 通算  | 通算  | 129   | 321   | 24    | 0     | 6     | 2     | 1.000    | 51       | 38       | 13       | .255     | 1     | 2     | 0     | 0     | 0     | 1.000    |

### 記録
初記録
- 初出場・初先発出場：2005年10月4日、対広島東洋カープ21回戦（東京ドーム）、8番・捕手として先発出場
- 初打席：同上、2回裏に黒田博樹から投ゴロ
- 初安打：2005年10月5日、対広島東洋カープ22回戦（東京ドーム）、9回裏にジョン・ベイルから左前安打
- 初打点：2011年8月12日、対オリックス・バファローズ14回戦（京セラドーム大阪）、7回表に中山慎也から左中間へ適時二塁打
- 初盗塁：2011年8月18日、対東北楽天ゴールデンイーグルス14回戦（西武ドーム）、6回裏に二盗（投手：ケルビン・ヒメネス、捕手：嶋基宏）

### 背番号
- 38（2005年 - 2006年）
- 58（2007年 - 2011年5月7日）
- 61（2011年5月8日 - 同年終了）[42]
- 25（2012年 - 2016年）
- 81（2017年 - 2019年5月6日）
- 181（2019年5月7日 - 同年終了）
- 82（2020年 - 2022年）

### 登場曲
- 『ゆけゆけ飛雄馬』
- 『大切なこと。』ハジ→
- 『全開の唄』かりゆし58